# The Long and Winding Road
The Long and Winding Road är en låt skriven av Lennon-McCartney, som spelades in av The Beatles 1969 och gavs ut 1970 på albumet Let It Be.
En singel med låten utgavs 11 maj 1970 i USA med "For You Blue" på baksidan och den blev The Beatles sista #1 singel i landet.

## Låten och inspelningen
McCartneys intention var en låt i samma stil som Ray Charles. Vägen som beskrivs ligger nära McCartneys gård vid Campbeltown i Skottland.
Den enkla balladen som i sin slutgiltiga form fick Paul McCartney att gå i taket, trots att det var han som skrivit den. Kanske kan man till och med säga att denna enskilda låt, eller behandlingen av den, ytterligare bidrog till att splittra Beatles, om man ska hårdra resonemanget. McCartney och John Lennon jobbade med låten vid ett par tillfällen (26 och 31 januari 1969) och lät den sedan ligga. På denna demoaktiga inspelning hörs enbart McCartneys sång och pianospel samt Lennons synnerligen usla basspel på elgitarren (på originalinspelningen kan man till exempel höra McCartney flina åt Lennons tafflighet 1,59 in i låten). 
På sommaren 1969 sammanställde Beatles ordinarie producent George Martin och hans assistent Glyn Johns en LP med titeln Get Back. På denna fanns "The Long and Winding Road" med utan extra pålägg. Skivan pressades upp i en första upplaga, recenserades i The Beatles Monthly Book, men drogs därefter in. I stället släppts på hösten 1969 LP:n Abbey Road. Först på hösten 2021 gavs Glyn Johns version ut på boxen "Let It Be".
Den outgivna Get Back-LP:n mixades i januari 1970 om i en andra version av Glyn Johns, men inte heller denna version gavs ut. I stället överlämnade John Lennon tejperna till den legendariske amerikanske producenten Phil Spector (som strax innan producerat Lennons singel Instant Karma) utan att informera McCartney. Phil Spector gjorde kring 1 april 1970 på de omfattande påläggen som förvandlade låten från avskalad ballad till något betydligt mer överlastat och smetigt. När McCartney väl fick reda på det hela (och det var för sent att stoppa) blev han förstås rasande och även George Martin (normalt en diplomatisk herre) kritiserade skarpt den överlastade orkestreringen. Resultatet blev att McCartney skyndade på utgivningen av sin första soloskiva, vilken utkom 10 april 1970, samma dag som McCartney officiellt förklarade att han lämnade Beatles. "The Long and Winding Road" utgavs så på LP:n Let It Be som utgavs i England och USA 8 respektive 18 maj 1970.
"The Long and Winding Road" finns utan orkesterpålägg på den helt ommixade CD:n Let It Be... Naked (2003). Texten är dock något annorlunda i denna version. Paul McCartney sjunger "you'll always know the many ways I've tried " i stället för "you'll never know the many ways I've tried".